# Camargue
Camargue er en hesterace, altid skimler, der hører hjemme i Rhône-deltaet i Sydfrankrig. Det er en gammel race, som menes at være efterkommer af de forhistoriske heste, man har fundet rester af i Solutré. Den har visse ligheder med de heste, der er malet i Lascaux-grotten for ca. 15.000 år siden, især i hovedets form. Den blev påvirket af berberen, som kom fra Nordafrika under maurernes invasion, men har siden ikke været påvirket på grund af deres habitats isolation.
De lever i halvvilde flokke i det sumpede marskland i Rhône-deltaet, hvor de har et barsk liv. De lever af siv og groft græs og får sjældent tilskudsfoder. Områdets klima er ekstremt, pga. varme og mangle på græs, og disse miljøfaktorer har bidraget til deres utrolige sejhed og hårdførhed.
De bliver først og fremmest anvendt af Camargues cowboys, les gardians, i arbejdet med vogtningen af Camargues vilde sorte tyre, som anvendes i tyrefægtninger. Hestene er desuden pakheste, og efterhånden som antallet af turister i området vokser, anvendes de i stigende grad til trekking. Trods racens historie blev den ikke officielt anerkendt før 1968, da der blev dannet en avlsorganisation. Siden har der været regelmæssige mønstringer af hingste.
Camargue-hesten har karakteristisk et stort og tungt hoved med kraftige kæber, en meget kort og kraftig hals og stejle skuldre. Skuldrenes bygning giver den en godt, frit skridt, men dens trav er så høj, at den sjældent benyttes.[kilde mangler] Til gengæld har den fri og energisk galop. Den har en kort, stærk ryg med afskydende kryds og en lavt ansat hale. Lemmerne er stærke og muskuløse med meget hårde hove. Den er ret tungt bygget med god brystvidde og en meget kraftfuld bygning. Den er smidig og atletisk, har et godt temperament og modig.[kilde mangler] Camargue-hesten vokser langsomt og er ikke fuldt udvokset, før den er fem eller seks år. Til gengæld lever den længe. Føllene er mørke ved fødslen, men bliver lysere med alderen. Camargue-hesten er en skimmel, og den brændemærkes med et ”C” i et skjold. Den måler op til 140 cm i stangmål.